# Mesochorus obscurus
Mesochorus obscurus là một loài tò vò trong họ Ichneumonidae.